# Faison (Carolina do Norte)
Faison é uma cidade  localizada no estado norte-americano de Carolina do Norte, no Condado de Duplin e Condado de Sampson.

## Demografia
Segundo o censo norte-americano de 2000, a sua população era de 744 habitantes.
Em 2006, foi estimada uma população de 780, um aumento de 36 (4.8%).

## Geografia
De acordo com o United States Census Bureau tem uma área de 2,2 km², dos quais 2,2 km² cobertos por terra e 0,0 km² cobertos por água. Faison localiza-se a aproximadamente 49 m acima do nível do mar.

## Localidades na vizinhança
O diagrama seguinte representa as localidades num raio de 16 km ao redor de Faison.